# Vasile Cîrjoi
Vasile Cîrjoi (n. 20 februarie 1944) este un fost deputat român în legislatura 1990-1992, ales în județul Dolj pe listele partidului FSN. În cadrul activității sale parlamentare, Vasile Cîrjoi a fost membru în grupurile parlamentare de prietenie cu Japonia, Republica Bulgaria, Statul Israel, Republica Italiană, Regatul Thailanda, Republica Libaneză, Canada și Regatul Spaniei.  